# Rudolph Valentino
Rudolph Valentino (Castellaneta, 6. svibnja 1895. - New York, 23. kolovoza 1926.) talijanski glumac

## Životopis
Najpoznatiji filmovi su mu The Sheik i The Four Horsemen of the Apocalypse . Poznat je po nadimku "Latinski ljubavnik", kojeg je stekao kao jedna od najpoznatijih filmskih zvijezda 1920-ih godina i jedna od najvećih ličnosti ere nijemog filma. Valentinova smrt u dobi od 31 godinu izazvala je dotada nezapamćenu masovnu histeriju među obožavataljicama, pretvorivši ga u jednu prvih ikona Hollywooda.

## Vanjske poveznice
- Rudolph Valentino homepage
- Rudolph Valentino photo gallery  Arhivirana inačica izvorne stranice od 26. lipnja 2006. (Wayback Machine) at Silent Gents  Arhivirana inačica izvorne stranice od 18. veljače 2008. (Wayback Machine).
- Audio history (MP3, 17:23). Emily Leider, author of Dark Lover: The Life and Death of Rudolph Valentino discuss what made Valentino such a sensation in life and death. Produced: February, 2005.
- Affairs Valentino. This site contains details of a recently discovered unpublished memoir by George Ullman about his years as Valentino's manager. It is to be the basis of a forthcoming new book about Valentino.
- A retouched photographic collage that claimed to show Valentino's surgery, featured on George Mason University's History Matters site
- Valentino biography in Spanish, Italian & English  Arhivirana inačica izvorne stranice od 24. srpnja 2008. (Wayback Machine)
- Literature on Rudolph Valentino